# Issac Delgado

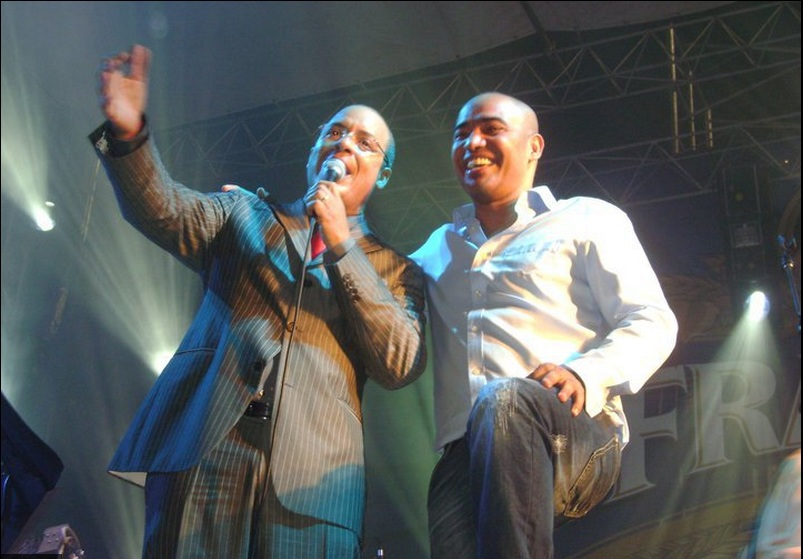
Isaac Delgado (2010)

Issac Felipe Delgado Ramírez (* 11. September 1962 in Havanna, Kuba) ist ein kubanischer Salsamusiker.

## Werdegang
Sein Vater war Schneider und seine Mutter Schauspielerin, Tänzerin und Sängerin im Teatro Musical de La Habana. Im Alter von zehn Jahren sollte Issac Delgado am Amadeo-Roldán-Konservatorium Violoncello spielen lernen, was er bereits nach zwei Jahren wieder einstellte. Er absolvierte außerdem eine Ausbildung in Sporterziehung. Auf Empfehlung des Pianisten Gonzalo Rubalcaba trat er im Alter von 18 Jahren der Gruppe "Proyecto" bei. Zu jener Zeit nahm er Gesangsstunden bei Mariana De Gonish, der besten Gesangstrainerinnen Kubas und ging auf die Ignacio-Cervantes-Schule für Berufsmusiker. 1983 trat Issac Delgado dem Orquesta de Pancho Alonso bei,  hatte internationale Auftritte und nahm seine erste CD auf. 1987 wurde er Sänger der Gruppe Galaxia und brachte seine zweite CD heraus. 1988 fand ein weiterer Wechsel zur Band NG La Banda statt. Mit dieser Gruppe hatte  Issac Delgado seine größten Erfolge.  1991 nahm er mit seiner eigenen Band unter musikalischer Leitung von Gonzalo Rubalcaba die CD Dando La Hora auf.  Auch mit den Alben Con Ganas und El Chévere de la Salsa y el Caballero del Son gewann Issac Delgado EGREM-Preise. Auf dem Salsafestival im New Yorker Madison Square Garden trat er zusammen mit Künstlern wie Celia Cruz, El Canario, und Grupo Niche auf. Eine weitere Salsagroßveranstaltung war Guerra de la Salsa zusammen mit La India, Rey Ruiz  und Tony Vega. 2006 wanderte er zusammen mit seiner Familie über die Grenze bei Laredo/Texas in die USA aus. 2007 erschien das Album En Primera Plana und 2008 Así Soy. Er lebte eine Zeitlang in Tampa/Florida und zog dann nach Miami um. 2011 nahm er zusammen mit La India die Maxi-Single Que no se te olvide auf.

## Diskografie
- Dando la Hora (1991)
- Con Ganas (1993)
- El Chevere De La Salsa y el Caballero del Son (1994)
- El Año Que Viene (1995)
- Otra Idea (1997)
- Exclusivo Para Cuba (1997)
- La Primera Noche (1998)
- Los Grandes Éxitos (2000)
- La Fórmula/Malecón (2001)
- Versos En El Cielo (2002)
- La Vida Es Un Carnaval (2003)
- Grandes Éxitos (2004)
- Prohibido (2005)
- En Primera Plana (2007)[1]
- Supercubano (2011)

## Preise und Auszeichnungen
- EGREM Preis 1990–1991
- EGREM Preis 1992 für Dando La Hora
- EGREM Preis 1993 für Con Ganas
- EGREM Preis 1994 für EL Chevere De La Salsa y el Caballero del Son